# Haiducii
Haiducii (Bucareste, 14 de junho de 1971) é o nome artístico de Paola Monica Mitrache, uma cantora italiana que foi nascida e criada na  Roménia.
Sua canção mais conhecida é Dragostea Din Tei - produção italiana de uma versão cover da boy band O-Zone. Na Itália , na Austria, na Suíça e na Suécia, a versão de Haiducii ficou em primeiro lugar na lista de singles.
O nome artístico da cantora é uma homenagem aos haiduques, bandoleiros heróis dos Bálcãs que viviam escondidos nas florestas, lutavam contra os invasores islâmicos Otomanos e refletíam o mesmo estilo de vida do personagem lendário Robin Hood, ou seja roubando os ricos Otomanos para doar aos pobres camponeses da península balcânica.[carece de fontes?]

## Discografia

### Singles
- Dragostea Din Tei (2004)
- Mne S Toboy Horosho (Nara Nara Na Na) (2004)
- I Need A Boyfriend (2005)
- More 'N' More (I Love You) (2005)
- Boom Boom (2007)
- Doobie Doobie (2009)
- Mne Uzhe (2009)

### Álbum
- Paula Mitrache in Haiducii (2008)